# Campeonato Mundial de Atletismo Sub-20 de 2022 - Lançamento de disco masculino
A prova do lançamento de disco masculino do Campeonato Mundial de Atletismo Sub-20 de 2022 ocorreu nos dias 5 e 6 de agosto de 2022 no Estádio Olímpico Pascual Guerrero, em Cali, na Colômbia.

## Recordes
Antes desta competição, os recordes mundiais e do campeonato nesta prova eram os seguintes:
|       | Nome          | Nacionalidade | Distância | Local      | Data                 |
| ----- | ------------- | ------------- | --------- | ---------- | -------------------- |
| WU20R | Miká Sosna    | Alemanha      | 71.37 m   | Schönebeck | 10 de junho de 2022  |
| CR    | Mykolas Alekn | Lituânia      | 69.81 m   | Nairóbi    | 22 de agosto de 2021 |
| WU20L | Miká Sosna    | Alemanha      | 71.37 m   | Schönebeck | 10 de junho de 2022  |

## Medalhistas
| Ouro                | Prata            | Bronze                |
| Marius Karges (GER) | Miká Sosna (GER) | Mykhailo Brudin (UKR) |

## Cronograma
Todos os horários são locais (UTC-5).
| Data        | Hora  | Evento               |
| ----------- | ----- | -------------------- |
| 5 de agosto | 06:25 | Qualificação Grupo A |
| 5 de agosto | 07:25 | Qualificação Grupo B |
| 6 de agosto | 12:30 | Final                |

## Resultados

### Qualificação
Qualificação: 60,50 m (Q) ou pelo menos melhor 12 qualificado (q).
| Posição | Grupo | Atleta                  | Nacionalidade  | Tentativas | Tentativas | Tentativas | Marca | Notas |
| Posição | Grupo | Atleta                  | Nacionalidade  | 1          | 2          | 3          | Marca | Notas |
| ------- | ----- | ----------------------- | -------------- | ---------- | ---------- | ---------- | ----- | ----- |
| 1       | A     | Mykhailo Brudin         | Ucrânia        | 59.63      | 59.24      | 61.47      | 61.47 | Q,    |
| 2       | B     | Miká Sosna              | Alemanha       | 61.00      |            |            | 61.00 | Q     |
| 3       | B     | Dimitrios Pavlidis      | Grécia         | 60.73      |            |            | 60.73 | Q,    |
| 4       | A     | Marius Karges           | Alemanha       | 60.69      |            |            | 60.69 | Q     |
| 5       | B     | Kevin Grubbs            | Estados Unidos | 53.38      | 60.29      | 58.15      | 60.29 | q,    |
| 6       | A     | Desmond Coleman         | Estados Unidos | 59.79      | x          | x          | 59.79 | q     |
| 7       | A     | Marcos Moreno           | Espanha        | 59.07      | 59.63      | 58.54      | 59.63 | q     |
| 8       | A     | Sebastiaan Bonte        | Países Baixos  | 58.44      | 56.34      | x          | 58.44 | q     |
| 9       | A     | Darcy Miller            | Austrália      | 57.77      | 57.57      | 57.72      | 57.77 | q     |
| 10      | B     | Kobe Lawrence           | Jamaica        | 57.18      | 56.56      | x          | 57.18 | q     |
| 11      | B     | Aron Alvarez Aranda     | Ruanda         | 54.58      | 56.88      | 49.83      | 56.88 | q     |
| 12      | A     | Christopher Young       | Jamaica        | 55.01      | x          | 56.74      | 56.74 | q     |
| 13      | B     | Steffen Melheim         | Noruega        | 56.58      | 56.06      | 55.79      | 56.58 |       |
| 14      | B     | Damian Rodziak          | Polónia        | 48.09      | 53.39      | 55.54      | 55.54 |       |
| 15      | A     | Iosif Michalis Papa     | Chipre         | 54.63      | 55.07      | 53.69      | 55.07 |       |
| 16      | A     | Danie Strooh            | África do Sul  | 54.65      | x          | x          | 54.65 |       |
| 17      | B     | Dunyozod Savfullayev    | Uzbequistão    | 49.31      | 53.88      | x          | 53.88 |       |
| 18      | B     | Djibrine Adoum Ahmat    | Catar          | 48.13      | 51.71      | 53.80      | 53.80 |       |
| 19      | A     | Konstantinos Bouzakis   | Grécia         | x          | 53.79      | x          | 53.79 |       |
| 20      | B     | Etienne Rousseau        | Austrália      | 52.19      | 51.79      | 53.19      | 53.19 |       |
| 21      | A     | Hollman Ewit Villamizar | Colômbia       | 51.14      | x          | x          | 51.14 |       |
| 22      | B     | Andreas De Lathauwer    | Bélgica        | 47.25      | 51.01      | x          | 51.01 |       |
| 23      | A     | Jakub Korejba           | Polónia        | x          | x          | x          | NM    |       |

### Final
A prova final foi realizada no dia 6 de agosto às 12:30. 
| Posição           | Atleta              | Nacionalidade  | Tentativas | Tentativas | Tentativas | Tentativas | Tentativas | Tentativas | Marca | Notas           |
| Posição           | Atleta              | Nacionalidade  | 1          | 2          | 3          | 4          | 5          | 6          | Marca | Notas           |
| ----------------- | ------------------- | -------------- | ---------- | ---------- | ---------- | ---------- | ---------- | ---------- | ----- | --------------- |
| Medalha de ouro   | Marius Karges       | Alemanha       | 61.03      | 60.88      | 62.84      | 63.91      | 62.07      | 65.55      | 65.55 |                 |
| Medalha de prata  | Miká Sosna          | Alemanha       | 63.88      | x          | x          | x          | x          | x          | 63.88 |                 |
| Medalha de bronze | Mykhailo Brudin     | Ucrânia        | 59.52      | 60.91      | 59.20      | 63.30      | 51.16      | 60.26      | 63.30 | Recorde pessoal |
| 4                 | Dimitrios Pavlidis  | Grécia         | 57.66      | 59.68      | 60.12      | 60.04      | 61.48      | 61.77      | 61.77 | NU20R           |
| 5                 | Sebastiaan Bonte    | Países Baixos  | 59.29      | x          | 61.22      | 60.27      | 53.48      | 58.63      | 61.22 | Recorde pessoal |
| 6                 | Marcos Moreno       | Espanha        | 53.57      | 60.94      | 57.73      | 59.99      | 58.22      | x          | 60.94 |                 |
| 7                 | Desmond Coleman     | Estados Unidos | 59.44      | x          | 60.43      | x          | x          | x          | 60.43 | Recorde pessoal |
| 8                 | Christopher Young   | Jamaica        | 58.77      | 57.95      | 60.31      | 59.84      | 59.64      | 58.69      | 60.31 |                 |
| 9                 | Kevin Grubbs        | Estados Unidos | 60.11      | 59.59      | x          |            |            |            | 60.11 |                 |
| 10                | Kobe Lawrence       | Jamaica        | 57.54      | 59.96      | x          |            |            |            | 59.96 |                 |
| 11                | Aron Alvarez Aranda | Ruanda         | 57.42      | x          | 59.36      |            |            |            | 59.36 |                 |
| 12                | Darcy Miller        | Austrália      | x          | 57.19      | 58.46      |            |            |            | 58.46 |                 |

Legenda
| Recorde mundial       | Recorde mundial (World record)               |                       | Recorde africano                      | Recorde africano (African) |                                           | Q | Classificado por posição (Qualified) |
| Recorde do campeonato | Recorde do campeonato (Championship record)  | Recorde da América    | Recorde da América (Americas)         | q                          | Classificado por melhor tempo (Qualified) |   |                                      |
| Melhor marca do ano   | Melhor marca do ano (World leading)          | Recorde asiático      | Recorde asiático (Asian)              | DNS                        | Não largou (Did not start)                |   |                                      |
| Recorde nacional      | Recorde nacional (National record)           | Recorde europeu       | Recorde europeu (European)            | DNF                        | Não terminou (Did not finish)             |   |                                      |
| Recorde pessoal       | Recorde pessoal do atleta (Personal best)    | Recorde da Oceania    | Recorde da Oceania (Oceania)          | DSQ / DQ                   | Desclassificado (Disqualified)            |   |                                      |
| Recorde da temporada  | Recorde da temporada do atleta (Season best) | Recorde sul-americano | Recorde sul-americano (South America) | NM                         | Sem marca (No mark)                       |   |                                      |